# 格賴沃龍
格賴沃龍（俄语：Гра́йворон，羅馬化：Grayvoron，發音：[ˈɡraɪ̯vərən]）是俄羅斯別爾哥羅德州西南部的一個城市，位於別爾哥羅德東南57公里。2002年人口6,196人。
1638年建立，1838年設市。當地於2023年別爾哥羅德州襲擊及2024年3月别尔哥罗德-库尔斯克入侵期間發生武裝衝突，一度被親烏克蘭民兵佔領。